# Aytaç Ak
Aytaç Ak (* 22. April 1985 in Adapazarı) ist ein türkischer ehemaliger Fußballspieler.

## Karriere

### Verein
Ak begann mit dem Vereinsfußball in der Jugend von Harmanlıkspor und kehrte nach einem kurzen Abstecher in die Jugend von Güngören SK wieder zu Harmanlıkspor zurück. Im Sommer 2002 wechselte er in die Jugend von Sakaryaspor. Ein Jahr später erhielt er hier einen Profivertrag, spielte aber weiterhin für die Jugend- bzw. Reservemannschaft. Gegen Saisonende der Spielzeit wurde er am Training der Profis beteiligt und gab am 9. Mai 2004 bei einer Ligapartie gegen Yozgatspor sein Profidebüt. Er feierte mit seiner Mannschaft zum Saisonende auch die Meisterschaft der TFF 1. Lig und damit den direkten Aufstieg in die Süper Lig. Für die anstehende Spielzeit wurde er endgültig in den Profikader aufgenommen und absolvierte in seiner ersten Süper-Lig-Saison zehn Begegnungen. 
Da Sakaryaspor zum Saisonende den Klassenerhalt verpasste, wechselte er zur neuen Saison zum Erstligisten Malatyaspor. Weil auch dieser Verein bereits nach einer Spielzeit in die TFF 1. Lig abstieg, wechselte er zu MKE Ankaragücü. Hier fristete er eher ein Reservistendasein und saß nur auf der Bank. Um ihm Spielpraxis zu ermöglichen, wurde er für den Rest der Saison an den Zweitligisten Beypazarı Şekerspor ausgeliehen.
Zur neuen Spielzeit wechselte er innerhalb der Liga zu Sivasspor. Hier spielte er eine Spielzeit lang und kam als Ergänzungsspieler regelmäßig zum Einsatz. Zur neuen Saison wurde er an den Zweitligisten Diyarbakırspor ausgeliehen. Da er zur Winterpause nach gegenseitigem Einvernehmen mit diesem Verein seinen Vertrag aufgelöst hatte, kehrte er zu Sivasspor zurück. 
Nachdem er nach der Rückkehr von Diyarbakırspor bei Sivasspor ein Jahr lang ohne Einsatz geblieben war, wechselte er zur Rückrunde der Spielzeit 2009/10 zu seinem alten Verein Sakaryaspor. Sakaryaspor geriet immer mehr in finanzielle Engpässe und musste die meisten Spieler gehen lassen. So wechselte Ak im Frühjahr 2011 zum Drittligisten Tarsus İdman Yurdu.
Bereits zum Saisonende verließ er diesen Verein und wechselte zur Zweitmannschaft Trabzonspors, zum Drittligisten 1461 Trabzon. Mit dieser Mannschaft feierte er zum Saisonende die Meisterschaft der TFF 2. Lig und damit den direkten Aufstieg in die zweitklassige TFF 1. Lig. In der ersten Zweitligasaison des Vereins absolvierte Ak lediglich zwei Ligaspiele, konnte aber in der darauffolgenden Saison seine Einsätze auf 23 Ligaspiele steigern. Da sein Verein aber zum Sommer 2014 den Klassenerhalt verfehlte, ging Ak mit diesem in die TFF 2. Lig. Am Ende der Drittligasaison 2014/15 konnte er mit seinem Verein die Play-offs der Liga gewinnen und damit den direkten Wiederaufstieg erreichen. 2016 verließ er Trabzon und spielte noch zwei Saisons bei Sakarya und Adapazari.

### Nationalmannschaft
Ak spielte 2005 fünfmal für die türkischen U-20-Jugendnationalmannschaft.

## Erfolge
Mit Sakaryaspor
- Meister der TFF 1. Lig und Aufstieg in die Süper Lig: 2003/04

Mit 1461 Trabzon
- Meister der TFF 2. Lig und Aufstieg in die TFF 1. Lig: 2011/12
- Play-off-Sieger der TFF 2. Lig und Aufstieg in die TFF 1. Lig: 2014/15